# Мироточіння
Мироточіння — явище в християнстві, пов'язане з появою маслянистої вологи (так зване миро) на іконах і мощах святих. Явище являє собою появу на іконі світлого маслянистого виду речовини, що випромінює пахощі. Різні випадки мироточіння відрізняються один від одного за видом, кольором і консистенцією рідини, що з'являється. Вона може бути густою і тягучою, як смола, або нагадувати росу (в даному випадку мироточіння іноді називають «елеоточенням» або «розточенням») .
Для деяких віруючих мироточіння є одним із чудес, проте дискусії про причини та характер цього явища ведуться серед богословів  .
Проведенню наукового об'єктивного дослідження феномена мироточіння перешкоджає той факт, що комісії  «не дозволяють проводити досліди над визнаними на Русі святими іконами».

## Історія мироточіння
Святе Письмо не повідомляє нічого про мироточіння, всі згадки про дане явище містяться тільки у Святому Переданні. До найбільш ранніх повідомлень про мироточіння відносяться :
- благовонне миро з гробниці апостола Іоанна Богослова, що виходило щорічно;
- мироточіння мощів апостола Пилипа (згідно з апокрифом «Дії апостола Пилипа», пам'ятник II—III століть);
- «Мучеництво Феодота Анкірського» (III століття) повідомляє про закінчення світу від останків мученика;
- численні повідомлення про рясне мироточіння мощів Димитрія Солунського (Димитрій Ростовський повідомляє, що мироточіння відоме з VII століття [5], але Іоанн Скіліца перший письмово повідомив про те, що мироточення вперше з'явилося в 1040 [6]);
- мощі св. Миколи Чудотворця, що знаходяться з 9 травня 1087 року в крипті базиліки святого в місті Барі (Італія), постійно витікають миро, яке щорічно витягується священиками через невеликий отвір у кришці гробниці [7] ;
- витікання єлея від мощів преподобної Феодори в Солуні близько XIV—XV ст. «Від неї завжди миро витікає, як від джерела поточного, від лівої ноги в балію. Мине рік, і знімають із неї порти змочені, як у маслі. Це миро роздають на благословення правовірним християнам, але в неї нові порти надягають» [8] .

Сучасні приклади:
- Монреальська Іверська ікона Божої Матері за численними свідченнями майже безперервно мироточила протягом 15 років (1982-1997);
- у 2009 році під час богослужіння у військовій частині в Севастополі ікона Божої Матері «Пом'якшення злих сердець» замироточила з кров'ю [9].